# 弗雷斯内迪利亚斯-德拉奥利瓦
弗雷斯内迪利亚斯德拉奥利瓦，是西班牙马德里自治区的一个市镇。总面积28平方公里，总人口1577人（2013年），人口密度33人/平方公里。